# Sävja kyrka

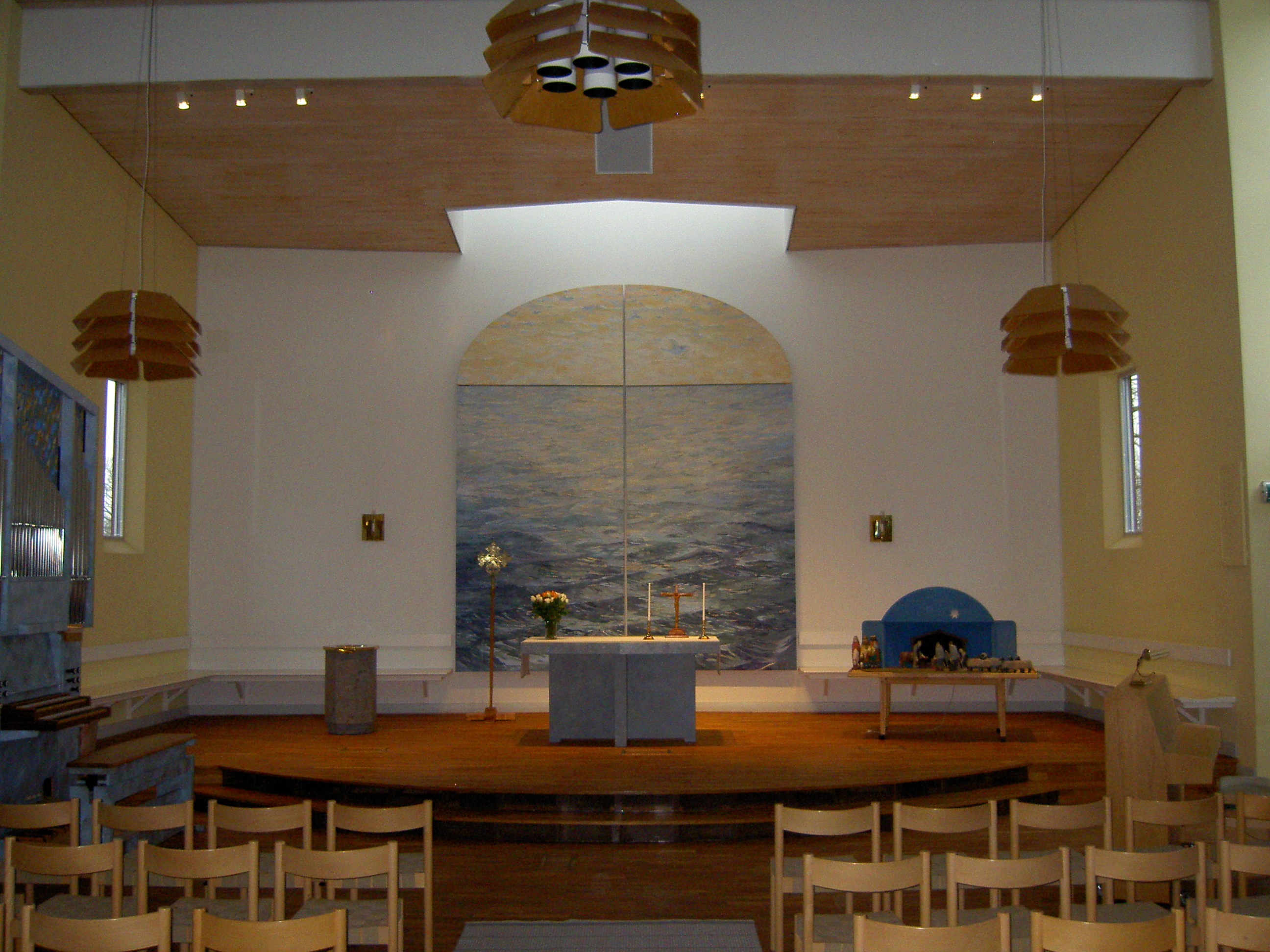
Kyrksalen med koret åt norr

Sävja kyrka är en kyrkobyggnad i Uppsala i Uppsala stift. Kyrkan tillhör Danmark-Funbo församling. Kyrkobyggnaden är centralt belägen i stadsdelen Sävja och ligger granne med Linnés Sävja.

## Kyrkobyggnaden
Sävja kyrka ritades av arkitekterna Helena Tallius Myhrman och Magnus Myhrman och invigdes den 18 november 1984 av ärkebiskop Bertil Werkström. År 1996 genomgick kyrkan en större om- och utbyggnad och rymmer numera pastorsexpeditionen för Danmark-Funbo församling. För att smälta in i den historiska omgivningen är kyrkans ytterväggar klädda med faluröd locklistpanel.

## Interiör
Kyrksalen har en närmast kvadratisk planform och ligger centralt i en anläggning med församlingslokaler. Altare och kor ligger mot norr. Vid södra sidan finns en vägg som skiljer kyrksalen från ett intilliggande kyrktorg. Genom att öppna portarna kan man fördubbla kyrkorummets lokalyta och få plats med 300 personer. Kyrksalen har cirka 100 ordinarie platser. 

## Inventarier
I kyrkorummet finns tre stora målningar av Hans Lindström, Ahlséngruppen. Motiven är hämtade från Första Mosebok och heter Klippan, Vattnet och Växten. Guldsmeden Carl-Göran Hemlin har tillverkat dopfat och nattvardssilvret. Lampetterna är gjorda av Werner Bergman, som är en församlingsbo. I det anknytande kyrktorget hänger en stor gobeläng som är gjord av textilkonstnär Monia Westin, Sävja.
Vid sydvästra sidan strax intill huvudingången står en klockstapel av trä.